# TAFLIR

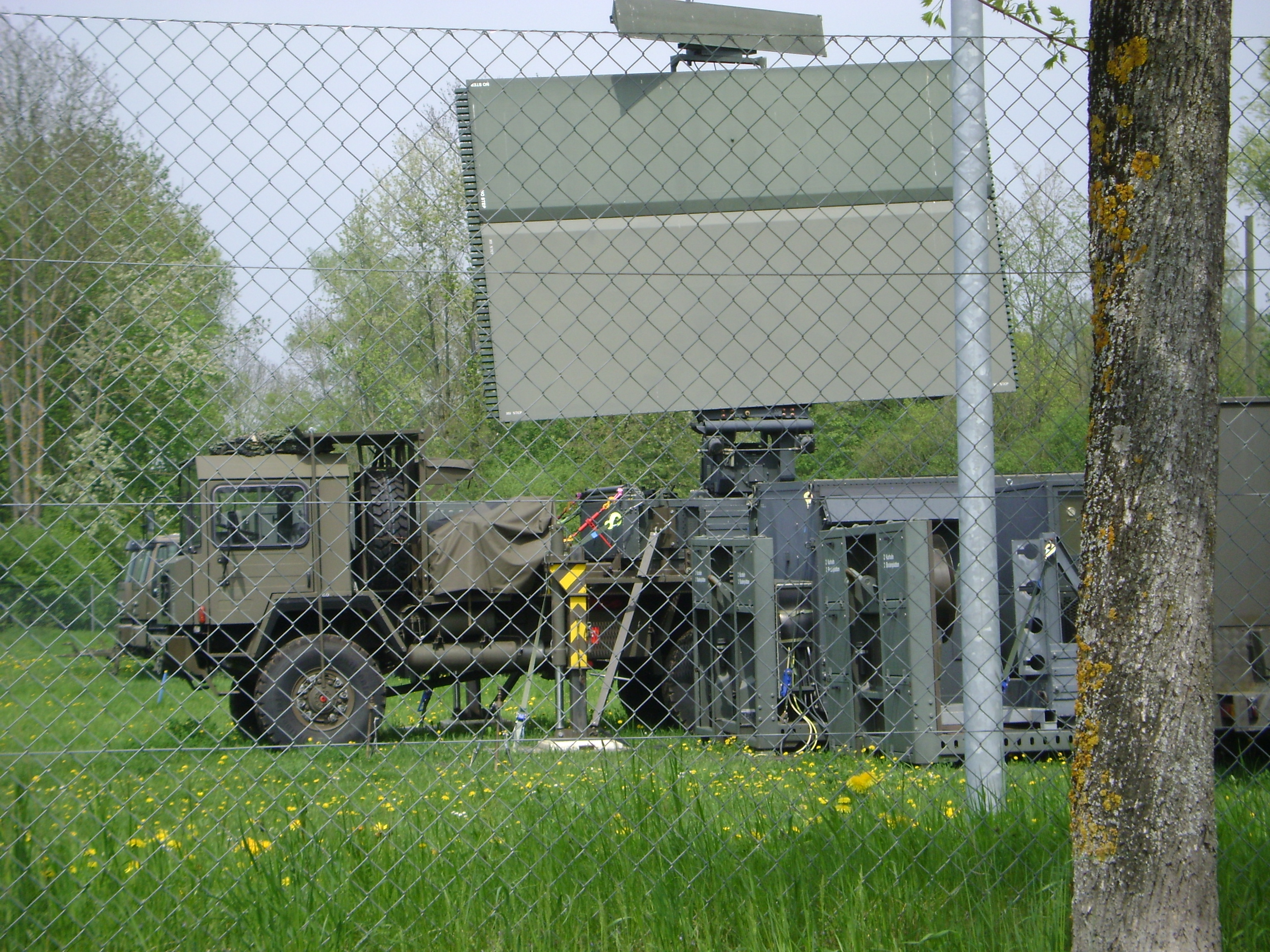
Radar TAFLIR sur un Saurer 10DM

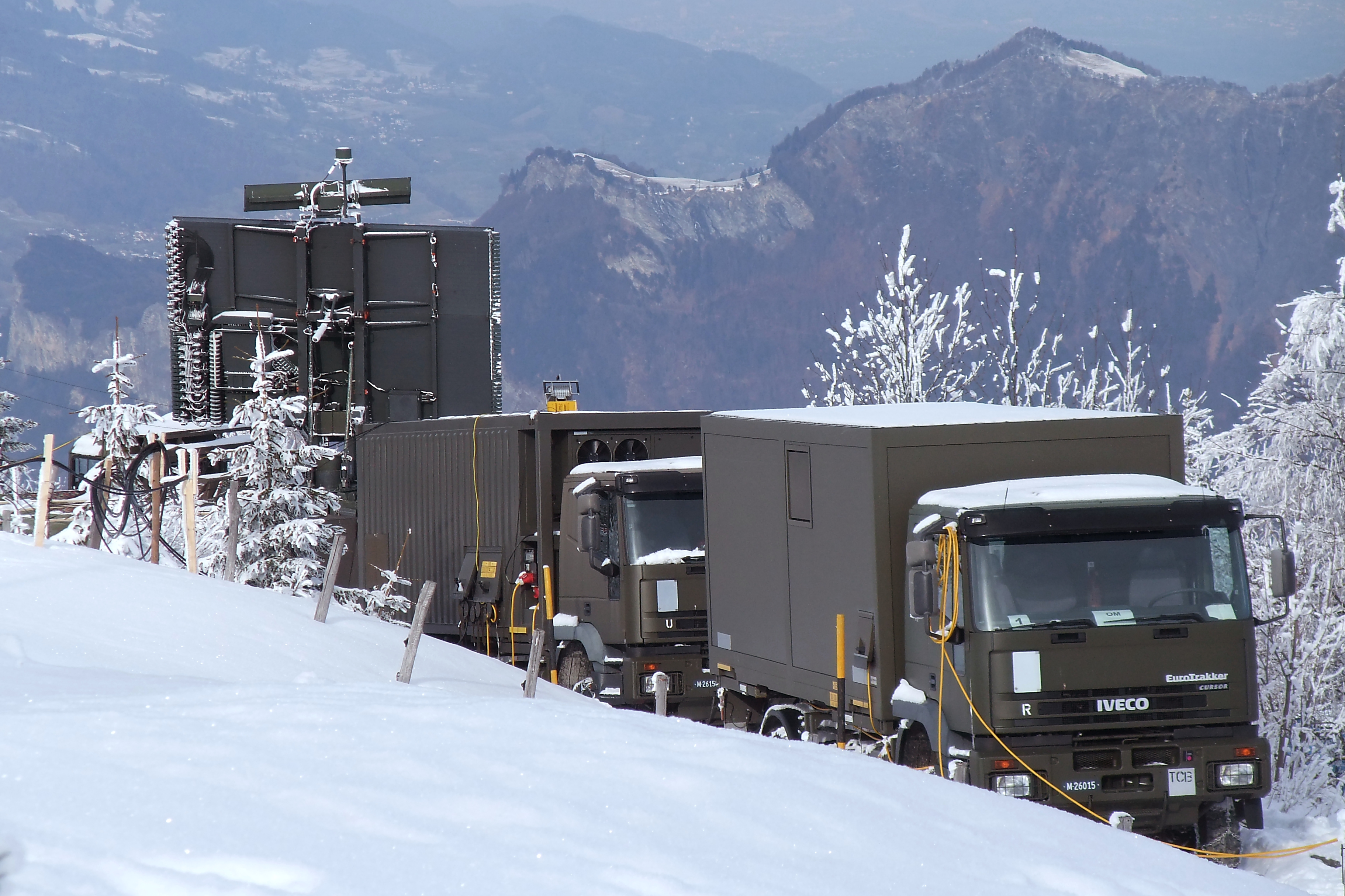
Un TAFLIR déployé au-dessus de Pfäfers lors du Forum économique mondial en 2011.

Le radar tactique d’aviation TAFLIR (Taktische Fliegerradar 87) est un radar tactique mobile des Forces aériennes suisses. Il est utilisé pour améliorer le tableau de la situation aérienne (TSA) et pour appuyer le contrôle de la circulation aérienne (CCA) et la surveillance de l'espace aérien des Forces aériennes suisses, notamment comme piquet radar.

## Acquisition
Fabriqué par Westinghouse (à présent Northrop Grumman) et modifié pour s'adapter aux besoins suisses. Cinq systèmes furent acquis avec le programme d’armement 1985, ils ont été introduits à la troupe en 1987. Il a remplacé le Target allocation radar TPS-1E (en).

## Description
Il s'agit de radars type AN/MPQ-64 Sentinel modifiés, des variantes du Northrop Grumman AN/TPS-75 (en) et peuvent être déployés sur des zones et terrains difficiles afin d'améliorer le tableau de la situation aérienne (TSA). Ses données peuvent être intégrée dans le système FLORAKO. Sa portée est de 110 km. 